# Angelus Apatrida
Angelus Apatrida es una banda española de thrash metal procedente de Albacete, España.

## Historia

### Inicios (2000-2003)
Angelus Apatrida nace en marzo de 2000 en la ciudad española de Albacete tras la fusión de dos bandas jóvenes que compartían local de ensayo, con la intención de realizar un proyecto musical que abarcase y unificase todas las influencias de cada uno de sus componentes. 
En 2001 graban una primera maqueta en formato CD bajo el título de Lost in the Realms of Orchinodaemon, con un estilo cercano al power metal europeo. Poco después de la edición de esta maqueta, la banda se ve trastocada a causa de la marcha del vocalista Alberto Gayoso y del batería Alberto Izquierdo. Los miembros restantes de la banda suplieron las ausencias con el batería Víctor Valera, mientras que Guillermo Izquierdo compartiría los roles de guitarrista y vocalista en el grupo. Además, deciden endurecer su estilo y cambiar su imagen, por lo que se desplazaron hacia posiciones cercanas al de bandas como Overkill, Megadeth, Slayer, Anthrax, Metallica, Annihilator o Pantera, mientras que tomaron la decisión de acoger un logotipo nuevo.
En enero de 2003, la banda comienza una etapa de conciertos que se alarga hasta finales de ese mismo año. A mediados de año la formación grabó un disco de promoción llamado Unknown Human Being. La maqueta Lost in the Realms of Orchinodaemon y el CD Unknown Human Being llegaron a países como Perú, Colombia, Chile, Francia, Bélgica, Suiza, Polonia o Rumanía. Una canción de la banda, Supremacy In Chaos, fue incluida en el recopilatorio Atlantida Vol. 23 de Lituania, compartiendo álbum con Skyfire, Ancient, Moonsorrow, Legión o Ancient Rites.

### Evil Unleashed(2003-2006)
En diciembre de 2003, el grupo ganó un concurso organizado por la revista Rock Total y el sello discográfico Red Dragon Records, que tenía como premio participar en un disco tributo a Panzer. Angelus Apatrida versionó el tema Danza de la muerte, compartiendo disco con bandas como Centinela, Valhalla, Crisis de Fe, Moonlight Fear o Sphinx. El tema de tributo fue grabado en abril de 2004 en los estudios Korsakov de Madrid, y contó con la colaboración del excantante de Panzer, Carlos Pina, que en ese momento trabajaba para la emisora de radio Radio 3, de RNE.
En abril de 2004 el grupo consiguió la firma de su primer contrato discográfico, con Red Dragon Records, y se aseguró la publicación de sus tres próximos álbumes. Evil Unleashed, el álbum debut de la banda, fue grabado durante el verano de 2004 en los estudios Korsakov bajo la producción de Kosta Vázquez. Sin embargo, la ausencia de respuestas por parte de Red Dragon hizo que la banda rompiese las relaciones que la unían con el sello para volver a grabar el disco el 17 de noviembre de 2005 en el estudio Studio54 de Valencia, con la producción de Enrique Soriano. La masterización del álbum fue llevada a cabo fuera de España, concretamente en Alberta (Canadá), por el técnico Dave Horrocks en los estudios Infinite Wave. Evil Unleashed fue editado por la propia banda en marzo de 2006 bajo la empresa Producciones Malditas, y distribuido a nivel nacional por K-Industria.
Para promocionar el álbum, Angelus Apatrida actúa en los festivales X Viña Rock de 2005 y XI Viña Rock de 2006 junto a bandas como Sepultura, Barón Rojo y Horcas, y en presentaciones oficiales en Madrid, Albacete y Valencia, entre otras ciudades. La banda continuó su gira española por las principales ciudades nacionales y participando en el primer festival thrasher de España llamado Thrash Attack Fest. El primer álbum de la banda recibió buenas críticas por parte de la prensa nacional e internacional, siendo considerado como uno de los mejores debuts del año 2006. A pesar de ser un primer álbum autoeditado y con una distribución no muy extensa, las copias repartidas por todo el territorio nacional y parte del extranjero sobrepasaron varios millares. Muchos ya han clasificado a la banda y al movimiento que está causando la New Wave Of Spanish Thrash Metal, donde está resurgiendo un estilo hasta ahora muy apagado en el país, con bandas como Crisix, Mutant Squad, Vivid Remorse, Exodia, Clockwork y Aggression.

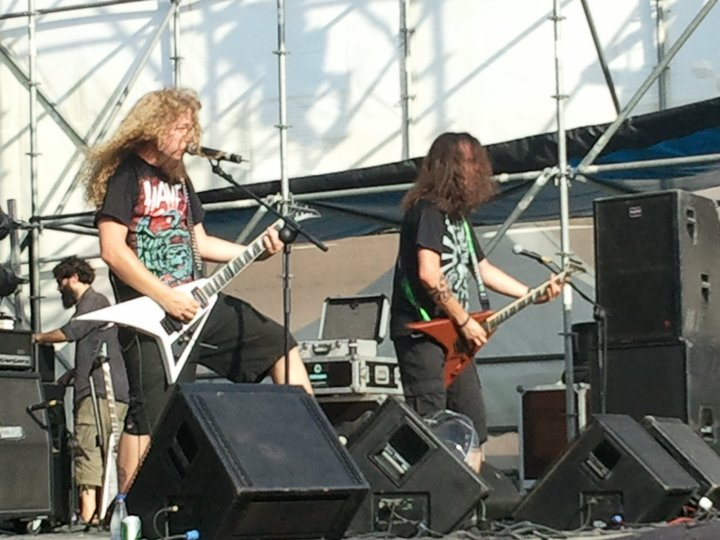
Guillermo Izquierdo y David G. Álvarez tocando en directo en el festival Leyendas del Rock el 13 de agosto de 2011 en la localidad murciana de Beniel.

### Give 'Em War(2007-2008)
En junio del año 2007, la banda entra en los estudios NewLife de Madrid, junto con los productores José A. Garrido y Daniel Melián, para grabar lo que sería el segundo disco del grupo. Kosta Vázquez de Boikot se encarga de masterizar el álbum en sus estudios Oasis de Madrid. Give 'Em War sale a la venta en septiembre de 2007 distribuido por el gigante Mastertrax, y acompañado de una gira de duración aproximada de tres años, llevando su música más allá de España y entrando en carteles de festivales como Lorca Rock, Alternavigo, Milwookis, HardMetalFest, Bidache Metal o The Metalway entre otros muchos, cerrando incluso fechas en países como Portugal y Francia y un extenso calendario que peina a lo largo y ancho toda la península ibérica. Prensa y público no dudan en abanderar a Angelus Apatrida como la banda más importante del thrash metal español y una de las más activas y con más proyección dentro de la escena metalera española.

### Clockwork(2009-2011)
En noviembre de 2009 Angelus Apatrida firma un contrato mundial con Century Media Records, uno de los más prestigiosos sellos de metal del mundo. En él se incluye la grabación del que será su tercer disco de larga duración, el primero con el sello Century Media, el cual es grabado en enero de 2010 en los estudios portugueses Ultrasound bajo la producción del famoso baterista y productor luso Daniel Cardoso, junto a Pete Mendes como ingeniero. Mientras tanto la banda realiza una gira por España y Portugal acompañando a sus compañeros de sello Arch Enemy en diciembre de 2009 que sirve para presentar esta nueva etapa.
Clockwork es el tercer disco de la banda y consiguió una impresionante respuesta mediática. El grupo fue nombrado Mejor banda de Metal del año 2010 en Mondosonoro, y Mejor Banda del Año 2010 en Rockzone y Kerrang. Además, el lanzamiento se coló en el puesto 44 de la lista Top 100 álbumes de España, en el 23 del Top 30 álbumes de Portugal y en el 45 del Top 75 álbumes de Grecia.
El primer sencillo fue Blast Off, para el que se realizó un videoclip que ayudó a abrir aún más las puertas internacionales del grupo.
Desde el lanzamiento del álbum, en 2010, dan más de 80 conciertos en España y Portugal, participando también en festivales de la relevancia de Sonisphere o Resurrection Fest. Pero también han coronado otras cimas como la que supuso telonear a Slayer y Megadeth. Además, han hecho dos giras por Europa de más de 40 conciertos con bandas como Skeletonwitch, Warbringer, Dying Fetus y Carnifex.

### DeThe CallaAngelus Apatrida(2012-2022)
Desde finales de 2011 el grupo estuvo trabajando en un nuevo álbum llamado The Call, con la intención de publicarlo en la primera mitad de 2012. Este nuevo trabajo contó con el mismo equipo creativo de su anterior disco, Clockwork. La grabación tuvo lugar en Moita (Portugal), en los Ultrasound Studios de Daniel Cardoso (Anneke van Giersbergen, Anathema, etc.) y la portada volvió a correr por cuenta de Gustavo Sazes (Arch Enemy, Krisiun, etc.).
Guillermo Izquierdo, explica algunos detalles: "Nuestro nuevo disco ya está preparado y es verdaderamente brutal. Nuestro único objetivo era poder volcar en este puñado de canciones todo lo que hemos aprendido en los últimos tres años, y que se reflejara cómo nos sentimos en este momento. El resultado no podía haber sido mejor... ¡es poderoso, inmediato, afilado, técnico y tremendamente agresivo!"
The Call fue publicado el 24 de abril de 2012, colocándose en el puesto 14 del Top 100 álbumes de las listas de ventas españolas. El álbum fue presentado ante sus fans internacionales en una exitosa gira europea junto a 3 Inches of Blood, Havok y Goatwhore. En verano de 2012 hicieron apariciones en algunos de los festivales más importantes de España, como el Resurrection Fest, Derrame Rock, Costa de Fuego y Leyendas del Rock, entre otros.
Tras su periplo de festivales, la banda inició el primer tramo de la gira Calling Spain Tour dando conciertos por todo el país. Para esta gira prepararon un conjunto de canciones de más de dos horas, que repasaba de manera exhaustiva todo su legado musical, dedicando especial atención a su último trabajo. Según el bajista José Izquierdo, "La gira europea ha sido increíble; los fans han disfrutado con nuestro directo más que nunca. Ahora nos morimos de ganas de poder presentar el nuevo disco en nuestro país y poder celebrar todo lo que está ocurriendo en la escena española con nuestros amigos".
El 18 de septiembre de 2013, Angelus Apatrida anunció su próxima gira europea durante noviembre y diciembre junto a Havok y Savage Messiah, que sirvió como presentación de la reedición de los dos primeros discos de la banda en un único doble álbum llamado Evil Unleashed / Give ‘Em War, a la venta el 19 de noviembre de 2013. Con esta reedición, será la primera vez en que los dos discos estén disponibles en el mercado internacional. Además, contó con un nuevo trabajo artístico, comentarios del grupo, una gran cantidad de material inédito y 37 canciones.
Tras la buena recepción de sus discos Hidden Evolution (2015) y Cabaret de la Guillotine (2018), en 2021 alcanzaron nuevas cotas de éxito con su séptimo álbum de estudio, el homónimo Angelus Apatrida, logrando el hito de situarse como número uno en ventas en España por delante de artistas como Bad Bunny o Foo Fighters, lo cual les supuso una importante repercusión mediática, captando la atención incluso de la prensa generalista.

### DeAftermathhasta la actualidad (2023-presente)
A finales de 2023 la banda publicaria Aftermath. En 2025, con motivo del 20 aniversario, la banda anuncia dos conciertos especiales en La Riviera (Madrid) y Razzmatazz (Barcelona), así como su participación en la edición del Leyendas del Rock (Villena, Alicante) con un show de cabeza de cartel y una producción única y especial.

## Discografía

### Álbumes de estudio
- Evil Unleashed (2006, Maldito Records / K-Industria).
- Give 'Em War (2007, Molusco Discos / Mastertrax).
- Clockwork (2010, Century Media Records).
- The Call (2012, Century Media Records).
- Hidden Evolution (2015, Century Media Records).
- Cabaret de la Guillotine (2018, Century Media Records)
- Angelus Apatrida (2021, Century Media Records)
- Aftermath (2023, Century Media Records).

### Maquetas
- Lost in the Realms of Orchinodaemon (2001).
- Unknown Human Being (2003).

## Miembros
- Guillermo Izquierdo "Polako": guitarra rítmica, solista y voz.
- David G. Álvarez "Davish": guitarra solista, guitarra rítmica y coros.
- José J. Izquierdo: bajo eléctrico y coros.
- Víctor Valera: batería y coros.